# Рорбас
Рорбас (нім. Rorbas) — громада  в Швейцарії в кантоні Цюрих, округ Бюлах.

## Географія
Громада розташована на відстані близько 110 км на північний схід від Берна, 18 км на північ від Цюриха.
Рорбас має площу 4,4 км², з яких на 15,3% дозволяється будівництво (житлове та будівництво доріг), 34,4% використовуються в сільськогосподарських цілях, 47,1% зайнято лісами, 3,1% не є продуктивними (річки, льодовики або гори).

## Демографія
2019 року в громаді мешкало 2885 осіб (+23,3% порівняно з 2010 роком), іноземців було 28,1%. Густота населення становила 650 осіб/км².
За віковим діапазоном населення розподілялося таким чином: 24,6% — особи молодші 20 років, 63% — особи у віці 20—64 років, 12,4% — особи у віці 65 років та старші. Було 1155 помешкань (у середньому 2,5 особи в помешканні).
Із загальної кількості 462 працюючих 9 було зайнятих в первинному секторі, 111 — в обробній промисловості, 342 — в галузі послуг.